# Полётненское сельское поселение
Полётненское се́льское поселе́ние — муниципальное образование в районе имени Лазо Хабаровского края Российской Федерации. Образовано в 2004 году.
Административный центр — село Полётное.

## Население
| 2010  | 2011  | 2012  | 2013  | 2014  | 2015  | 2016  |
| ----- | ----- | ----- | ----- | ----- | ----- | ----- |
| 1569  | ↘1568 | ↘1543 | ↘1522 | ↘1501 | ↘1497 | ↘1495 |
| 2017  | 2018  | 2019  | 2020  | 2021  |       |       |
| ↘1488 | ↘1463 | ↘1448 | ↘1403 | ↗1436 |       |       |

## Населённые пункты
В состав поселения входят 3 населённых пункта:
| № | Населённый пункт | Тип  | Население |
| - | ---------------- | ---- | --------- |
| 1 | Петровичи        | село | ↘267      |
| 2 | Полётное         | село | ↘1043     |
| 3 | Прудки           | село | ↘126      |